# 2011 في كولومبيا
فيما يلي قوائم الأحداث التي وقعت خلال عام 2011 في كولومبيا.

## رياضة
- 26 يونيو – طواف كولومبيا 2011 الفائزون والتر فارغاس، Giovanny Báez [الإنجليزية]‏، Jeffry Romero [الإنجليزية]‏، جيفرسون فارغاس، فيليكس كارديناس، Freddy Montaña [الإنجليزية]‏، Boyacá Raza de Campeones [الإنجليزية]‏، Walter Pedraza [الإنجليزية]‏.

## برامج ومسلسلات وأنمي
- السكرتير

## موسيقى

### أغاني
من الأغاني التي صدرت هذه السنة في كولومبيا:
- 8 أبريل – رابيوسا من غناء شاكيرا.